# بی‌ام‌پی-۱

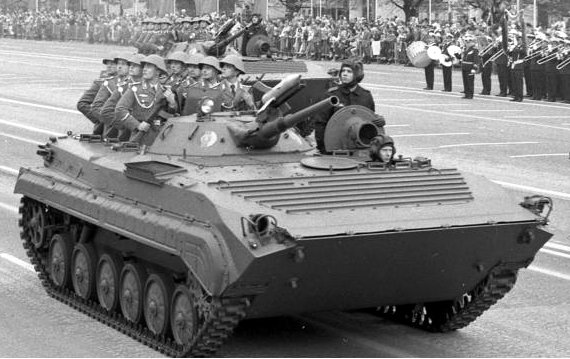
بی‌ام‌پی-۱ در رژه‌ای در برلین، آلمان شرقی

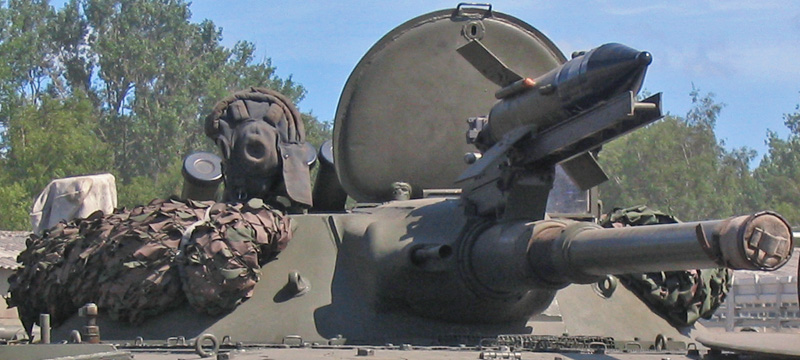
لانچر موشک مالیوتکا بالای توپ و بیرون از برجک قرار گرفته‌است.

بی‌ام‌پی-۱ (به روسی: Боевая Машина Пехоты ۱; БМП-۱: خودرو جنگی پیاده) نخستین خودرو جنگی پیاده‌نظام طراحی و ساختِ شوروی است که از سال ۱۹۶۶ وارد ارتش سرخ شده و تولید انبوه آن آغاز شد. این خودرو شنی‌دار و آبی - خاکی در رژه سال ۱۹۶۷ نیروهای مسلح شوروی به دنیا معرفی شد و در زمان خود یک طرح انقلابی محسوب می‌شد که ویژگی‌ها و قابلیت‌های یک نفربر زرهپوش و یک تانک سبک را در خود جمع کرده بود. بی‌ام‌پی-۱ چهره نبردهای پیاده‌نظام را برای همیشه تغییر داده و باعث به وجود آمدن تغییرات زیادی در بحث تاکتیکهای جنگی پیاده‌نظام و طراحی نفربرها در کل جهان شد. این خودرو در مجموع قدرت آتش و عملکرد بهترین در مقایسه با همتایان غربی خود از جمله نفربر آمریکایی ام۱۱۳ داشت.
بی‌ام‌پی مخفف واژه روسی بویوایا ماشینا پخوتی (Боевая Машина Пехоты) به معنی خودرو جنگی پیاده‌نظام است که به نامی عمومی برای توصیف این گروه از خودروهای زره‌پوش جنگی تبدیل شده‌است. بی‌ام‌پی-۱ از حفاظت کامل در مقابل عوامل شیمیایی-میکروبی و هسته‌ای برخوردار بود چرا که استراتژیست‌های نظامی شوروی معتقد بودند جنگ‌های آینده در فضایی آغشته به این نوع آلودگی‌ها اتفاق خواهد افتاد. با استفاده از چنین زرهپوشی پیاده‌نظام روس‌ها می‌توانستند در پناه زره و محافظت رادیواکتیو وارد مناطق آلوده شده و از داخل نفربر با استفاده از دریچه‌های شلیک که بر روی بدنه آن تعبیه شده بود با تفنگ شخصی خود با دشمن درگیری شوند. تحرک بالای این خودرو، توانایی گذر از آب و نسبت وزن به قدرت مناسب آن قدرت جابجایی پیاده‌نظام را افزایش می‌داد. ضمن اینکه بی‌ام‌پی می‌توانست در کنار تانک‌های خودی قرار گرفته و آن‌ها را همراهی کند. همچنین سربازان در صورت لزوم می‌توانستند از خودرو پیاده شده و از آتش حمایتی بی‌ام‌پی-۱ هم بهره‌مند باشند.

## کاربرد
بی‌ام‌پی-۱ تا سال ۱۹۸۲ در شوروی تولید می‌شد و به ده‌ها کشور صادر شد. مدل‌های دیگری از این خودرو در کشورهای چین (با نام تیپ-۸۶)، در ایران (با نام براق)، در چکسلواکی و در رومانی هم تولید شده‌اند و در مجموع بیش از ۲۰ هزار دستگاه از مدل‌های مختلف بی‌ام‌پی-۱ در کشورهای مختلف تولید شده‌اند. این خودرو در ارتش شوروی جای نفربرهای چرخ‌دار بی‌تی آر-۱۵۲ و بی‌تی آر-۶۰ و نفربر شنی‌دار بی‌تی‌آر-۵۰ را گرفت. ۶۵۸ دستگاه بی‌ام‌پی-۱ هنوز در خدمت نظامی ارتش روسیه قرار دارد هرچند بیشتر آن‌ها از رده خارج شده و با بی‌ام‌پی-۲ و بی‌ام‌پی-۳ جایگزین شده‌اند.
بی‌ام‌پی-۱ نخستین بار در جنگ ۱۹۷۳ اعراب و اسرائیل مورد استفاده نیروهای مصری و سوری قرار گرفت. در این جنگ نیروهای مصری برای گذر از کانال سوئز از بی‌ام‌پی-۱ استفاده کردند. هرچند تحرک خوب این خودرو امتیاز آن محسوب می‌شد اما زره بی‌ام‌پی در مقابل آتش دشمن چندان کارساز نبود و ده‌ها دستگاه از آن‌ها هم به غنیمت اسرائیل درآمدند.

## ویژگی‌های فنی
وزن اولین مدل بی‌ام‌پی-۱ حدود ۱۲٫۶ تن بود که در مدل بی‌ام‌پی-۱دی تا ۱۴٫۵ تن افزایش یافت. بی‌ام‌پی ۳ نفر خدمه شامل راننده، فرمانده و توپچی داشته و توانایی حمل ۸ سرباز را دارد. درهای ورود سربازان در عقب خودرو قرار گرفته‌اند. بی‌ام‌پی-۱ با ۲٫۱ متر ارتفاع بسیار کمی دارد. این ارتفاع کم هدف قرار گرفتن آن را بسیار دشوار می‌سازد اما از طرف دیگر بر روی راحتی و کیفیت کار سرنشینان بی‌ام‌پی تأثیر منفی دارد.
نیروی محرکه بی‌ام‌پی-۱ از یک موتور دیزلی با قدرت ۳۰۰ اسب بخار تأمین می‌شود. حداکثر سرعت بی‌ام‌پی-۱ در جاده ۶۵ کیلومتر، خارج از جاده ۴۵ کیلومتر و در آب ۸ کیلومتر است. این خودرو همچنین توانایی عبور از موانع عمودی به ارتفاع ۸۰ سانتی‌متر و خاکریزهایی به عمق ۲٫۵ متر را دارد. برد عملیاتی این خودرو با سوخت کامل حداکثر ۶۰۰ کیلومتر است. راننده و فرمانده به دید تلسکوپی با استفاده از چند پریسکوپ و دوربین دید در شب مجهز بودند و یک دستگاه بی‌سیم برای استفاده فرمانده در خودرو قرار داشت. کابین توپچی که در سمت چپ سلاح اصلی قرار دارد هم به دید تلسکوپی، سیستم دید در شب، مسافت‌یاب بصری، و جستجوگر نوری سفید مجهز بود.

### سلاح
سلاح اصلی این نفربر یک توپ بدون خان ۷۳ میلی‌متری 2A38 با برد مفید ۸۰۰ متر و نرخ شلیک حداکثر ۱۰ گلوله در دقیقه بود و ۴۰ گلوله برای آن در داخل نفربر حمل می‌شد. بر روی این توپ یک پرتابگر موشک ضدتانک مالیوتکا (ای‌تی-۳ سگر) با برد مفید ۲ تا ۴ کیلومتر قرار گرفته بود که در مدل‌های بعدی با موشک‌های پیشرفته‌تر ای‌تی-۴ و ای‌تی-۵ جایگزین شدند. این ترکیب نوآورانه توانایی بالایی به این زرهپوش برای نبرد با تانک‌های دشمن می‌بخشید. یک قبضه مسلسل ۷٫۶۲ م‌م پی‌کا هم به عنوان سلاح ضدنفر با ۲ هزار فشنگ در برجک کوچک بی‌ام‌پی-۱ قرار گرفته بود.

## زره
زره بی‌ام‌پی-۱ در قسمت جلو شیب بسیار تندی دارد. قطر زره در قسمت پایین جلوی بدنه ۱۹ میلی‌متر فولاد ورقه‌ای با شیب ۵۷ درجه است و در قسمت بالای جلو ۷ میلی‌متر با زاویه ۸۰ درجه. زره بخش فوقانی قسمت کنار بدنه ۱۶ میلی‌متر با زاویۀ ۱۴ درجه و بخش زیرین ۱۸ میلی‌متر با زاویه صفر است. عقب خودرو از زره ۱۶ میلی متی با زاویه ۱۹ درجه برخوردار است. روی بدنه ۶ میلی‌متر و کف آن ۷ میلی‌متر زره دارد. سپر زرهی سلاح بی‌ام‌پی ۲۶ تا ۳۳ میلی‌متر قطر دارد و زره برجک در قسمت جلو ۲۳ میلی‌متر با زاویۀ ۴۲ درجه، در قسمت کنار ۱۹ میلی‌متر با زاویه ۳۶ درجه، در قسمت عقب ۱۳ میلی‌متر با زاویه ۳۰ درجه و در سقف برجک ۶ میلی‌متر است. با این زره بی‌ام‌پی-۱ تقریباً محافظت کامل در مقابل گلوله‌های ۷٫۶۲ میلی‌متری داشته و قسمت جلویی آن هم در مقابل گلوله‌های ۱۲٫۷ میلی‌متر مقاومت داشت. ضمن اینکه شیب تند قسمت جلو احتمال کمانه کردن گلوله را افزایش می‌داد.

## نقاط ضعف
ایرادات اصلی این خودرو زره‌پوش جنگی در جنگ شوروی در افغانستان مشخص شد. در واقع بی‌ام‌پی برای جنگ در دشت‌های هموار اروپا و رویارویی با واحدهای زرهی نیروهای ناتو طراحی شده بود. در حالی‌که در محیط کوهستانی افغانستان دشمن اصلی بی‌ام‌پی‌ها مین‌ها و راکت‌های آرپی‌جی شورشیان افغان بود. در آنجا مشخص شد که بی‌ام‌پی-۱ بسیار در مقابل مین‌های ضدتانک آسیب‌پذیر است. در صورتی که یک مین ضدتانک زیر شنی سمت چپ بی‌ام‌پی منفجر می‌شد باعث مرگ یا جراحت شدید راننده و فرمانده خودرو و مرگ دردناک آن‌ها می‌شد. سلاح بی‌ام‌پی-۱ هم که در زمان خود ترکیب نوآورانه‌ای محسوب می‌شد به مرور به سلاحی منسوخ تبدیل شده بود. توپ ۷۳ میلی‌متری برد مفید کمی داشته و دقت آن در مسافت‌های دور به شدت کاهش می‌یافت. ضمن اینکه با تقویت زره تانک‌ها کاربرد ضدتانک خود را هم تا حد زیادی از دست داده بود. همچنین این توپ قابلیت تحرک محدودی به بالا یا پایین داشت و این نقطه ضعف مهمی در مناطق کوهستانی محسوب می‌شد. موشک مالیوتکا هم سیستم هدایتی بسیار دشوار و در نتیجه دقت پایینی داشت.
اندازهٔ کوچک برجک یک‌نفره بی‌ام‌پی و ارتفاع پایین خودرو باعث می‌شد تا هدف قرار گرفتن آن بسیار دشوار باشد، اما فضای بسیار بسته داخلی کیفیت کار خدمه را کاهش می‌داد. مشکلی که تقریباً در اکثر خودروهای زرهی روسی دیده می‌شود. مشکل دیگر این خودرو که ایراد اغلب زره‌پوش‌های روسی است قرار گرفتن مهمات در کنار قسمت جنگی نفربر است. این وضعیت باعث می‌شود با برخورد یک گلوله یا حتی موج انفجار آن تمامی مهمات یکباره منفجر شده و باعث انهدام کل نفربر و مرگ تمام یا بیشتر سرنشینان شود.
بی ام‌پی-۱ دی معروف به بی‌ام‌پی افغانی سال ۱۹۸۲ برای واحدهای تهاجمی روس در افغانستان ساخته شد. این مدل از قابلیت حرکت در آب بی‌بهره بود و زره تکه‌دوزی ۵ میلی‌متری در کنار بدنه و صفحه‌های زرهی در کف بدنه زیر پای فرمانده و راننده برای محافظت ضدمین بر روی آن نصب شده بود. محفظه‌های شلیک بر روی دریچه‌های فوقانی قسمت سرنشینان نصب شده و لانچر موشک ضدتانک هم معمولاً با یک دستگاه نارنجک‌انداز اتوماتیک ۳۰ میلی‌متری ای‌جی‌اس-۱۷ جایگزین می‌شد.
نتیجه طرح بهبود کیفیت بی‌ام‌پی-۱ خودرویی بود که با نام بی‌ام‌پی-۲ از سال ۱۹۸۰ وارد خط تولید شد. بدنه بی‌ام‌پی-۲ تفاوت قابل ذکری با بی‌ام‌پی-۱ نداشت اما برجک کاملاً جدیدی برای آن طراحی شده بود و سلاح اصلی ۷۳ میلی‌متری با یک توپ اتوماتیک ۳۰ میلی‌متری جایگزین شده بود.{{https://www.bmw.com/en/index.html}}